# Mizeakiv, Kalînivka
Mizeakiv (în ucraineană Мізяків) este localitatea de reședință a comunei Mizeakiv din raionul Kalînivka, regiunea Vinnița, Ucraina.

## Demografie
Componența lingvistică a localității Mizeakiv
     Ucraineană (98,4%)
     Rusă (1,47%)
Conform recensământului din 2001, majoritatea populației localității Mizeakiv era vorbitoare de ucraineană (98,4%), existând în minoritate și vorbitori de rusă (1,47%).